# Nguyễn Văn Hiên
Nguyễn Văn Hiên (sinh ngày 3 tháng 6 năm 1953), quê ở Bình Định, là một nhạc sĩ Việt Nam, từng hoạt động trong phong trào thanh niên từ sau năm 1975 và tốt nghiệp đại học sáng tác Nhạc viện Thành phố Hồ Chí Minh năm 1993. Ông thường sáng tác nhạc trẻ, nhạc nhẹ, hợp xướng, giao hưởng, nhạc thiếu nhi, sinh viên học sinh.
Nguyễn Văn Hiên là người dẫn chương trình (viết tắt MC), đã dẫn chương trình cho một số tụ điểm ca nhạc ở Thành phố Hồ Chí Minh. Ông trở thành MC có tiếng sau khi dẫn chương trình "Nhịp cầu âm nhạc" ở những buổi phát đầu tiên của Đài truyền hình Thành phố Hồ Chí Minh. Nguyễn Văn Hiên sáng tác nhiều ca khúc có ca từ giản dị như lời kể chuyện, thỉnh thoảng ông cũng có phổ thơ. Bài hát thiếu nhi nổi tiếng nhất của ông mang tên "Hổng dám dâu".

## Các ấn phẩm
- Một thời để nhớ, tập bài hát gồm 10 tình khúc, Nhà xuất bản âm nhạc, năm 1990.
- Lưu bút thời áo trắng, albums gồm 12 ca khúc tuổi học trò, cassette, Phương Nam Film, năm (1994).
- Ca khúc Thanh niên, gồm 18 ca khúc sinh hoạt cộng đồng do Hội Liên hiệp Thanh niên Việt Nam ấn hành, năm 1994.
- Xa vắng, albums gồm 12 tình khúc, cassette, Dihavina, năm 1995.
- 12 tình khúc Nguyễn Văn Hiên, tập bài hát, Nhà xuất bản âm nhạc, 1995.
- Trở lại trường xưa, albums gồm 12 ca khúc, SVHS, cassette, Phương Nam Film, năm 1996.
- Một chút gì để nhớ, 50 tình khúc Nguyễn Văn Hiên, Nhà xuất bản âm nhạc, năm 1998.
- Hổng dám đâu, 100 ca khúc Thiếu nhi, Nhà xuất bản âm nhạc, năm 1999.

## Các nhạc phẩm tiêu biểu
- Bé Khỏe Bé Ngoan
- Bé Là Bé Ngoan (thơ Phan Trọng Hiền)
- Bồ Câu Không Đưa Thư
- Bong Bóng Bay
- Búp Bê Cổ Tích (thơ Kiều Giang)
- Chú Chuột Đi Đâu?
- Chú Heo Lười
- Con Đường Học Trò
- Chúc Mừng Hạnh Phúc
- Chúc Tết
- Chúc Xuân
- Chụm Năm Chụm Ba
- Con Đường Học Trò
- Con Gì? (thơ Nguyễn Lương Hiệu)
- Cuội Nhỏ Bạn Ơi (thơ Trần Thuật Ngữ)
- Cửu Chương 2
- Dậy Sớm
- Em Đi Thuyền Trăng (thơ Trần Văn Phúc)
- Em Học Ngoại Ngữ
- Em Và Mùa Xuân
- Em Học Nhạc
- Em Học Vần
- Giai Điệu Tình Yêu
- Giây Phút Bên Nhau
- Giấc Mơ Phù Đổng
- Gió Chiều
- Hành Trình Tuổi 20
- Hành Trình Nối Vòng Tay Lớn
- Hát Chia Tay
- Hổng Dám Đâu
- Hợp Khúc Hương Xuân
- Khi Mùa Xuân Đến
- Mắt Ngọc
- Mênh Mông Tình Mẹ
- Một Thoáng Ngu Ngơ
- Một Thời Để Nhớ
- Một Thời Áo Trắng
- Mưa Chiều
- Mưa Đêm
- Mùa Hè Nhớ
- Mùa Hè Tây Nguyên Xanh
- Qua Bến Ninh Kiều
- Rừng Hát
- Thỏ Và Rùa
- Thu Cao Nguyên
- Tuổi Xuân Tình Nguyện
- Từ Khi Có Em
- Xa Vắng
- Xanh Vàng Đỏ